# Serafina (film)
Serafina (fr. Séraphine) – francusko-belgijski dramat biograficzny z 2008 roku w reżyserii Martina Provosta.
Światowa premiera filmu nastąpiła 7 września 2008 roku, podczas 33. Międzynarodowego Festiwalu Filmowego w Toronto. Obraz otrzymał siedem Cezarów, m.in. za najlepszy film i dla najlepszej aktorki.

## Opis fabuły
Wilhelm Uhde, marchand malarskiej awangardy XX w. i jeden z pierwszych nabywców obrazów Picassa, przenosi się do domu w Prowansji, aby pisać i odpocząć od paryskiej bohemy. Jako pomoc domową zatrudnia charyzmatyczną Séraphine Louis (Yolande Moreau). Wkrótce u jednego z lokalnych notabli dostrzega fascynujący obraz namalowany na desce. Jego zaskoczenie jest olbrzymie, gdy dowiaduje się, że jego autorką jest właśnie jego gosposia.

## Obsada
- Yolande Moreau jako Séraphine Louis
- Ulrich Tukur jako Wilhelm Uhde
- Anne Bennent jako Anne-Marie Uhde
- Geneviève Mnich jako Madame Duphot
- Nico Rogner jako Helmut Kolle
- Adélaïde Leroux jako Minouche
- Serge Larivière jako Duval

i inni

## Nagrody i nominacje
34. ceremonia wręczenia Cezarów
- nagroda: najlepszy film − Gilles Sacuto, Milena Poylo i Martin Provost
- nagroda: najlepszy scenariusz oryginalny − Marc Abdelnour i Martin Provost
- nagroda: najlepsza aktorka − Yolande Moreau
- nagroda: najlepsza muzyka filmowa − Michael Galasso
- nagroda: najlepsze zdjęcia − Laurent Brunet
- nagroda: najlepsza scenografia − Thierry François
- nagroda: najlepsze kostiumy − Madeline Fontaine
- nominacja: najlepsza reżyseria − Martin Provost
- nominacja: najlepszy dźwięk − Philippe Vandendriessche, Emmanuel Croset i Ingrid Ralet

22. ceremonia wręczenia Europejskich Nagród Filmowych
- nominacja: Najlepsza Europejska Aktorka − Yolande Moreau